# Јосип Стритар
Јосип Стритар (словен. Jožef Stritar; Долењска, 6. март 1836 — 25. новембар 1923) био је словеначки писац, песник, есејиста, први естетски критичар, драмски писац, издавач и преводилац.

## Биографија
Рођен је 6. марта 1836. у Долењској, у Аустријском царству. Рано детињство провео је у родном селу Подсмрека, а школовао се у Љубљани. Његови родитељи су били Андреј Стритар и Уршула Јакич. Године 1855. одлази на студије у Беч, завршава их 1874. након чега постаје помоћни учитељ у Херналској гимназији. После 1878. ради као професор у Јозефштату, где остаје до пензионисања 1901. године. Вратио се у словеначке земље у јануару 1923, након што му је регионална љубљанска влада у знак признања за рад дала кућу у Рогашкој Слатини. Тамо је живео до своје смрти 25. новембра 1923. Сахрањен је у Љубљани.
Главна улица која води до Тромостовје названа је по њему Stritarjeva ulica. Његова кућа претворена је у етнографски музеј.

## Рад
Један од његових важних доприноса био је увод у издање сабраних песама Францета Прешерна из 1866. године, где је указао на важност својих песама за словеначки национални идентитет у настајању. Превео је 1880-их и 1890-их већи део Библије на словеначки језик, које је објавило британско и страно библијско друштво.
Упркос томе што је већи део свог живота провео у Бечу, у његовом родном месту многи су га ценили чак и за живота. Године 1919. постао је почасни члан Хрватске академије знаности и уметности.